# Przedmiot 47
Marvel One-Shot: Przedmiot 47 (oryg. Marvel One-Shot: Item 47) – amerykański film krótkometrażowy z 2012 roku produkcji Marvel Studios. Za reżyserię odpowiadał Louis D’Esposito na podstawie scenariusza Erica Pearsona. W rolach głównych wystąpili: Lizzy Caplan, Jesse Bradford, Maximiliano Hernández i Titus Welliver.
Po wydarzeniach w filmie Avengers Bennie i Claire, po odnalezieniu broni Chitauri, postanawiają okradać przy jej pomocy banki, co zwraca uwagę T.A.R.C.Z.Y.
Przedmiot 47 wchodzi w skład I Fazy Filmowego Uniwersum Marvela. Jest to trzeci film krótkometrażowy z serii Marvel One-Shots. Światowa premiera filmu miała miejsce 14 lipca 2012 roku podczas San Diego Comic-Conu. W Polsce pojawił się on 7 września jako dodatek do wydania Blu-ray filmu Avengers. Przedmiot 47 stał się inspiracją do powstania serialu Agenci T.A.R.C.Z.Y. emitowanego przez siedem sezonów w latach 2013–2020 na antenie ABC.

## Streszczenie fabuły
Para Bennie Pollack i Claire Wise odnajduje porzuconą broń Chitauri („Przedmiot 47”), która pozostała po ataku na Nowy Jork. Używają jej do obrabowania kilku banków, zwracając przy tym uwagę T.A.R.C.Z.Y., która wysyła agentów Jaspera Sitwella i Felixa Blake’a do odzyskania broni i „zneutralizowania” pary. Agent Sitwell natrafia na nich w pokoju motelowym, który zostaje zniszczony podczas konfrontacji, podobnie jak skradzione pieniądze. Sitwell, zamiast ich zabijać, zaprasza ich do przyłączenia się do T.A.R.C.Z.Y. Pollack zostaje przydzielony do działu badawczego, którego celem jest zbadanie technologii Chitauri. Natomiast Wise zostaje asystentką Blake’a.

## Obsada
- Lizzy Caplan jako Claire Wise, złodziejka, która wraz ze swoim chłopakiem Benniem okrada banki przy użyciu broni Chitauri[3].
- Jesse Bradford jako Bennie Pollack, złodziej, który razem ze swoją dziewczyną Claire okrada banki przy użyciu broni Chitauri[3].
- Maximiliano Hernández jako Jasper Sitwell, agent T.A.R.C.Z.Y. przydzielony do sprawy dziwnych napadów na banki[3].
- Titus Welliver jako Felix Blake, agent T.A.R.C.Z.Y. przydzielony do sprawy dziwnych napadów na banki[3].

## Produkcja
W sierpniu 2011 roku Marvel Studios ujawniło plany produkcji kilku krótkometrażówek, Marvel One-Shots, wydanych direct-to-video. Studio uznało krótkometrażówki, stanowiące odrębną historię, za sposób na eksperymentowanie z postaciami i pomysłami, jak i również rozszerzenie Filmowego Uniwersum Marvela. Na początku lipca 2012 roku poinformowano, że studio stworzyło film Przedmiot 47 (oryg. Item 47), za którego reżyserię odpowiadał Louis D’Esposito. Scenariusz napisał Eric Pearson, a w rolach głównych wystąpią Lizzy Caplan, Jesse Bradford, Maximiliano Hernández oraz Titus Welliver. Ujawniono, że będzie ona dłuższa od dwóch poprzednich krótkometrażówek. Początkowo Pearson i producent Brad Winderbaum mieli pomysł, by trzeci One-Shot pokazywał pogrzeb Phila Coulsona.
Zdjęcia do krótkometrażówki zrealizowano w ciągu czterech dni. Za zdjęcia odpowiadał Gabriel Beristain, scenografię przygotował Shepherd Frankel, a kostiumy zaprojektował Timothy Wonsik. Montażem zajęli się Hughes Winborne i John Breinholt, a muzykę skomponował Christopher Lennertz.

## Wydanie
Światowa premiera filmu Marvel One-Shot: Przedmiot 47 miała miejsce 14 lipca 2012 roku podczas San Diego Comic-Conu. Następnie został wydany w Stanach Zjednoczonych 25 sierpnia jako dodatek do filmu Avengers w wersji cyfrowej i na nośniku Blu-ray przez Walt Disney Studios Home Entertainment. W Polsce wydany został 7 września z tym samym filmem przez CD Projekt.
Od 21 stycznia 2022 roku Przedmiot 47 został udostępniony na Disney+ jako część kolekcji Marvel One-Shots i produkcja należąca do I Fazy Filmowego Uniwersum Marvela.

## Odbiór

### Krytyka w mediach
William Bibbiani z Crave Online stwierdził, że ten „film krótkometrażowy w dużej mierze się udał: Hernandez, Bradford i Caplan są w dobrej formie, chociaż Welliver wydaje się być obarczony trochę niezręcznym dialogiem”. Spencer Perry z Superhero Hype ocenił, że Przedmiot 47 „jest z pewnością najlepszą krótkometrażówką, jaki zrobili, i myślę, że można przypisać to jego długości, ponieważ jest trzy razy dłuższy niż inne One-Shoty. Przy dłuższym czasie trwania krótkometrażowy film nie musi spieszyć się, aby pokazać nam wszystko, co chce – otrzymujemy jasny przekaz wydarzeń zarówno z perspektywy T.A.R.C.Z.Y., jak i z punktu widzenia rabusiów”. Silas Lesnick z Coming Soon stwierdził, że „można śmiało powiedzieć, że Przedmiot 47 jest jak dotąd najbardziej satysfakcjonującym z One-Shots i udaje mu się odpowiedzieć na wiele pytań, które fani już zadawali”.

### Nominacje
| Rok  | Ceremonia          | Kategoria                                                    | Nominowani | Rezultat  | Przypis |
| ---- | ------------------ | ------------------------------------------------------------ | --- | --------- | ------- |
| 2013 | Golden Reel Awards | Najlepszy montaż dźwięku w filmie fabularnym direct-to-video | Andrew DeCristofaro, Kerry Carmean-Williams, Glynna Grimala, Gary A. Hecker, Ann Scibelli, Tim Walston, Tim Kimmel, Gary Marullo, Michael Payne, Gayle Wesley | Nominacja | [ 16 ]  |

## Serial telewizyjny
W maju 2013 roku ABC zamówiło serial Agenci T.A.R.C.Z.Y. (oryg. Marvel’s Agents of S.H.I.E.L.D.) inspirowany filmem krótkometrażowym na życzenie ówczesnego prezesa The Walt Disney Company, Roberta Igera, któremu spodobał się Przedmiot 47. Pomysłodawcami i twórcami serialu byli Joss Whedon, Jed Whedon i Maurissa Tancharoen. Jed Whedon, Tancharoen i Jeffrey Bell zostali jego showrunnerami. W pierwszym sezonie w głównych rolach wystąpili: Clark Gregg jako Phil Coulson, który pojawił się wcześniej w filmach MCU, Ming-Na Wen jako Melinda May, Brett Dalton jako Grant Ward, Chloe Bennet jako Daisy Johnson, Iain De Caestecker jako Leo Fitz oraz Elizabeth Henstridge jako Jemma Simmons. Maximiliano Hernández i Titus Welliver pojawili się gościnnie w serialu. Serial zadebiutował 24 września 2013 i został zakończony po siedmiu sezonach.